# 57424 Целумнокту
57424 Целумнокту (57424 Caelumnoctu) — астероїд головного поясу, відкритий 16 вересня 2001 року.
Тіссеранів параметр щодо Юпітера — 3,214.